# بایونت پوینت (فلوریدا)
بایونت پوینت (به انگلیسی: Bayonet Point) یک منطقهٔ مسکونی در ایالات متحده آمریکا است که در شهرستان پاسکو، فلوریدا واقع شده‌است. بایونت پوینت ۱۴٫۷ کیلومتر مربع مساحت و ۲۳٬۵۷۷ نفر جمعیت دارد و ۹ متر بالاتر از سطح دریا قرار دارد.